# Carlos Emílio Adet
Charles Émile Adet, conhecido no Brasil como Carlos Emílio Adet OR (Paris, 1818 — Paris, 30 de outubro de 1867) foi um professor, poeta, escritor, historiador da literatura, crítico literário e jornalista francês naturalizado brasileiro, ativo no Rio de Janeiro. Foi uma figura importante na história do Jornal do Comércio como gerente e redator por muitos anos, e na literatura foi um dos primeiros românticos do Brasil, um dos primeiros críticos literários e um dos primeiros ficcionistas.

## Biografia
Nascido em Paris, quando tinha nove anos sua família transferiu-se para o Brasil. Fez seus primeiros estudos no Brasil mas os concluiu em Paris. Ao retornar naturalizou-se brasileiro. Entre 1845 e 1851 esteve novamente em Paris, trabalhando como correspondente da Revue des Deux Mondes e dos jornais Correio Mercantil e Gazeta do Rio de Janeiro. Voltando ao Brasil, continuou atuando na imprensa, sendo uma figura destacada na história do Jornal do Comércio, gerente a partir de 1851 e redator-chefe de 1860 a 1867. Recebeu a Ordem da Rosa no grau de cavaleiro em 30 de novembro de 1860 "pelos relevantes serviços que prestou em relação aos progressos da imprensa", sendo promovido a comendador em 16 de março de 1867.
Publicou biografias de autores franceses, lecionou francês e grego, e fez estudos sobre literatura e teatro. Foi colaborador da revista Minerva Brasiliense, membro do Conservatório Dramático Brasileiro, da Sociedade Auxiliadora da Indústria Nacional e foi admitido como sócio do Instituto Histórico e Geográfico Brasileiro em 1844. Foi um dos fundadores da companhia de navegação a vapor Fluminense.
Em fins de setembro de 1867 viajou outra vez a Paris a fim de fazer mais estudos, tendo a intenção de retornar, mas lá foi acometido por tifo, vindo a falecer em 30 de outubro. Seu desaparecimento repercutiu na imprensa carioca e seu obituário do Diário do Povo o louvou como "inteligente, trabalhador e zeloso, contribuiu poderosamente para a prosperidade da empresa do Jornal do Comércio. Seu gênio investigador, sua atividade inexcedível, todo o seu tempo, todas as suas forças, ele as consagrava à folha diária a que deixa ligado o seu nome".

## Obra
Segundo Brito Broca e Silvio Romero, Adet foi um dos precursores da crítica literária no Brasil. Barbosa Lima Sobrinho o incluiu na sua antologia Os Precursores do Conto no Brasil (1960), e segundo Danilo Gomes, ele fez parte do grupo dos primeiros escritores românticos ativos no país. Na opinião de Hélio Lopes, embora sua obra tenha sido esquecida, ele deve ser estudado no campo das ideias como um dos articuladores do "romantismo liberal e religioso". Romero também abordou sua participação no nascimento do romantismo, dizendo: "O estudo das revistas do tempo, nomeadamente a Revista do Instituto Histórico, a Minerva Brasiliense e a Guanabara, facilita a reconstrução narrativa do romantismo brasileiro. Foi o tempo em que Magalhães, Porto Alegre, Varnhagen, Torres Homem, Pena, Macedo, Gonçalves Dias, Nunes Ribeiro, Adet, Burgain, Norberto Silva, Melo Morais, Pereira da Silva, Inácio Acioli, Abreu e Lima, Joaquim Caetano e vinte outros conheciam-se, relacionavam-se, encontravam-se no Instituto Histórico, em casa de Paula Brito, ou na Petalógica do Largo do Rocio. Monte Alverne ainda vivia e era uma força atrativa para essa gente. Não existia naquele grupo nenhum gênio de primeira grandeza, mas achavam-se ali alguns dos mais valorosos talentos que este país tem produzido".

### Mosaico Poético
Mosaico Poético: poesias brasileiras, antigas e modernas, raras e inéditas, que publicou em 1844 em conjunto com Joaquim Norberto de Sousa e Silva, é uma antologia precedida por um ensaio histórico, linguístico e crítico e notas biográficas sobre autores. Foi considerada por Alencar & Almeida uma "obra clássica da formação do cânone literário nacional". Parece ter ficado incompleta, pois os autores na divulgação prometeram apresentar uma introdução à história da literatura brasileira no início do "primeiro volume", mas um segundo volume nunca veio à luz. A obra também foi incluída em O Berço do Cânone: textos fundadores da história da literatura brasileira (1998), de Regina Zilberman e Maria Eunice Moreira, que sintetiza o processo de fundação da historiografia da literatura brasileira empreendido por intelectuais do século XIX. Mosaico Poético ressalta, entre outros motivos, por dar relevo à vocação poética dos povos indígenas, considerando "que há uma poética latente e latejante que (im)pulsa os povos originários do Brasil". Apesar de não contestarem a colonização portuguesa, no entanto, dão a entender que uma literatura indígena teria sido possível desde muito antes da chegada do colonizador. Vale transcrever um trecho:
"Essas tribos errantes que, ou dobraram a cerviz ao jugo da civilização dos conquistadores, ou subtraíram-se embrenhando-se pelas florestas em busca das solidões das feras; esses tupinambás valentes e esforçados, esses tamoios fortes e robustos, esses caetés indomados e valerosos, esses tupiniquins pacíficos e hospitaleiros que habitavam o Brasil, cujo deus era Tupã, essa excelência, essa potência espantosa, que lhes falava pelo tupaçununga, que era o trovão; que se lhes revelava pelo tupaberaba, que era o relâmpago; cujo templo eram as majestosas florestas, e que pareciam descender de uma só nação, como parece indicar a língua túpica, dispersa em seus vários dialetos; elevavam-se acima dos povos americanos pela sua imaginação ardente e poética: as encantadoras cenas, que em quadros portentosos oferece a natureza em todos os sítios, os inspiravam, e de povos rudes e bárbaros faziam-nos povos poetas".

### Minerva Brasiliense
Na revista Minerva Brasiliense deixou colaborações variadas: crítica literária e teatral, romances, biografias de Jules Janin e Clara Mollart, poesias, odes e resenhas. A revista é celebrada como um dos primeiros núcleos de divulgação do romantismo no Brasil e como um bastião de defesa do nacionalismo literário, e embora tivesse na literatura francesa seu principal modelo, o fazia por considerar que a literatura nacional ainda engatinhava e precisava de um ideal por onde se orientar. A França, de toda forma, era a principal referência de cultura e civilização em grande parte do ocidente naquele momento histórico. Bruna Moura analisou suas colaborações na Minerva como um projeto de divulgação da literatura francesa antiga e moderna, dando atenção a diversos autores em particular, como Victor Hugo, a quem considerava o modelo da literatura moderna, Chateaubriand, que via como o fundador da escola lírica, e Béranger, descrito como o poeta nacional da França, entre outros, tendo um propósito pedagógico, ilustrativo e civilizatório:
"O autor apresenta ideias como a França ser a provedora de civilização na contemporaneidade, o Brasil como sendo discípulo dela na literatura da época presente. [...] Ao tratar da literatura como um meio de recuperar a nacionalidade deste país europeu após ser abalado por duas revoluções, é possível interpretar que este gênero literário tão aclamado por Émile Adet seria capaz de promover a nacionalidade pelos quais buscam os autores deste impresso, tendo em vista que pode-se compreender o movimento romântico brasileiro como o responsável por pensar, mesmo que de forma imatura, quais seriam os códigos e elementos que constituem a literatura de nacionalidade brasileira. Neste sentido, compreender o romantismo francês seria uma forma de tornar o romantismo brasileiro possível e aclamado pela sua população".
Segundo Yasmin Nadaf, com Um ofício de defunto e uma bênção nupcial, e Amélia, romances de folhetim publicados na Minerva em 1844, ele fez parte de um grupo coeso de intelectuais e jornalistas dedicados às letras que foram os precursores da literatura ficcional brasileira através do folhetim, gênero que começou a se tornar rapidamente popular na década de 1840. O primeiro narra a história de um poeta pobre que morre de desilusão no dia em que sua amada se casa com um jovem rico. O segundo também tem como temática um amor não correspondido, mas o enredo toma um rumo diferente. A protagonista foge de casa com a ajuda de Francisco, que a amava, mas ela acaba se apaixonando pelo amigo dele, Luís. No final ela consente em casar com Francisco por conveniência, para não arranjar mais confusão e por um senso de gratidão pela ajuda recebida.

### Outras obras
O ensaio L'Empire du Brésil et la société brésilienne en 1850, publicado na Revue des Deux Mondes, onde enfocou a geografia, a política e a sociedade brasileira, foi destacado por Charles Silva pelo seu caráter de relato de viagem e pelo tom propagandístico, buscando estreitar os laços entre França e Brasil e atrair franceses para o Brasil. Mas não deixou de apontar aspectos menos abonadores, como o problema da escravidão, a fragilidade das instituições e a carência de uma vida cultural consistente, analisando especificamente a situação do teatro. Também saiu em defesa do Brasil no ensaio Resposta ao artigo da Revista dos Dois Mundos, intitulado – Do Brasil em 1844; situação moral, política, comercial e financeira, protestando contra a impressão negativa sobre o país que era nutrida por muitos franceses, acusando-os de não conhecer a fundo a realidade nacional e de usarem pesos desiguais para medir situações iguais. Aos que reclamavam da ausência de justiça, fazia lembrar os excessos da Revolução Francesa; aos que criticavam o pouco asseio das ruas, apontava o estado de lamaçal permanente das ruas de Paris, e apesar de reconhecer a existência de muitos problemas, disse que "o Brasil para chegar ao ponto em que se acha, em tão pouco tempo, deve ter marchado a passos de gigante". Na análise de Ana Cristina Kerbauy, "verifica-se assim que Adet quer legitimar seu lugar como intelectual no Rio de Janeiro, e numa esfera maior, no Brasil. Sem deixar de ocupar o seu lugar de um intelectual francês no Brasil, apoiou-se na autonomia e na nacionalidade, incentivando o brasileiro a se orgulhar e alimentar sua consciência patriótica".
Também publicou, com Joaquim Norberto de Souza e Silva, A cantora brasileira (1871), em 3 volumes, uma antologia de textos de modinhas, canções, lundus, hinos e recitativos, diversas orações, crônicas e poesias avulsas em vários periódicos, e Zootecnia Aplicada: Hipologia, um manual técnico de criação de cavalos, em 1859.